# Az ifjuság és a világháboru
Az ifjuság és a világháboru, alcímén A világháboru története az ifjuság számára egy 20. század elején megjelent nagy terjedelmű népszerűsítő jellegű történelmi mű volt, szerzője Seress Imre.
Az 1914 és 1917 között a Magyar Kereskedelmi Közlöny Hirlap és Könyvkiadó Vállalat jóvoltából megjelent, összességében mintegy 1200 oldal terjedelmű, 3 kötetes, díszes borítójú, nagy képanyaggal rendelkező mű egy ifjúságnak szánt ismeretterjesztő alkotás az első világháborúról. Elektronikusan és reprint kiadásban nem elérhető. Az egyes kötetek külön címet nem kaptak, jellemzőik a következők:
| Kötetszám | Kötetcím                              | Oldalszám |
| --------- | ------------------------------------- | --------- |
| I.        | Az ifjuság és a világháboru 1914–1915 | 412       |
| II.       | Az ifjuság és a világháboru 1916–1917 | 399       |
| III.      | Az ifjuság és a világháboru 1916–1917 | 399       |